# Vanja Babić
Vanja Babić –en serbio, Вања Бабић– (18 de julio de 1981) es un deportista serbio que compitió en taekwondo. Ganó una medalla de bronce en el Campeonato Mundial de Taekwondo de 2009 y una medalla de bronce en el Campeonato Europeo de Taekwondo de 2012.

## Palmarés internacional
| Campeonato Mundial | Campeonato Mundial       | Campeonato Mundial | Campeonato Mundial |
| Año                | Lugar                    | Medalla            | Categoría          |
| ------------------ | ------------------------ | ------------------ | ------------------ |
| 2009               | Copenhague (Dinamarca)   | Medalla de bronce  | –87 kg             |
| Campeonato Europeo |                          |                    |                    |
| Año                | Lugar                    | Medalla            | Categoría          |
| 2012               | Mánchester (Reino Unido) | Medalla de bronce  | +87 kg             |